# 2-Metoxietanol
2-Metoxietanol eller etylenglykolmonometyleter är en kemisk förening med formeln C3H8O2. Ämnet är en klar, färglös vätska med en eterliknande lukt och används främst som lösningsmedel. 2-Metoxietanol är ett ämne i en grupp som kallas glykoletrar, vilka är kända för deras fömåga att lösa upp en mängd olika typer av kemisk föreningar samt deras blandbarhet med vatten och andra lösningsmedel.

## Tillverkning
2-Metoxietanol kan syntetiseras genom reaktion mellan etenoxid och metanol:
{\displaystyle {\rm {C_{2}H_{4}O+CH_{4}O\rightarrow CH_{3}OC_{2}H_{4}OH}}}

## Användningsområden
2-Metoxietanol används som lösningsmedel i många olika ändamål såsom fernissa, färgämnen och harts. Ämnet används också som tillsatsämne i avisningslösningar för flygplan.

## Säkerhetsåtgärder
2-Metoxietanol är skadligt för benmärgen och testiklarna. Människor som utsätts för höga nivåer riskerar granulocytopeni, makrocytär anemi, oligospermi och azoospermi.